# Aguélimuseet
Aguélimuseet är ett svenskt konstnärsmuseum i Sala.
Museets har en stor samling med 32 målningar samt skisser av Ivan Aguéli, vilken donererats av stadsläkaren i Sala Carl Friberg (1865-1949) till Nationalmuseum för deponering på Aguélimuseet.
Förutom Aguélis verk har museet i sin permanenta samling flera verk av Helene Schjerfbeck och också bland annat målningar av Karl Nordström, Prins Eugen, Sven 'X:et' Erixson, Richard Bergh, Carl Milles, Helmer Osslund, Stellan Mörner, Henri de Toulouse-Lautrec, Carl Wilhelmson, Edvard Munch, Karl Isakson och Carl Kylberg.
Museet, som drivs av den ideella Sala Konstförening, invigdes 1961 och har sina lokaler sedan 2007 i kulturkvarteret Täljstenen i Sala.